# Río Nuevo Guadalquivir
Le río Nuevo Guadalquivir est une rivière du sud de la Bolivie qui traverse la ville de Tarija, capitale du département du même nom. La rivière tire son nom des similitudes qu'elle aurait avec le fleuve Guadalquivir en Andalousie, en Espagne.
Depuis environ une décennie, la rivière est aux prises avec de graves problèmes de pollution en aval de Tarija, dus en grande partie aux déchets déversés dans la rivière ou ses arroyos qui sont ses affluents.

## Description
Le río Nuevo Guadalquivir n'est en fait qu'un tronçon fluvial formé par l'apport d'une série de rivières, toutes situées en Bolivie, dont le Chamata, le Vermillo et le Trancas qui naissent à environ 50 km au nord-ouest de Tarija, sur le versant oriental de la chaîne de montagnes Sama, à 3 400 m d'altitude. Après sa confluence et avoir passé la localité de Tomatas Grande, il prend le nom de río Nuevo Guadalquivir, ou simplement río Guadalquivir. Il conserve ce nom jusqu'à sa confluence avec la río Camacho, à 36 km au sud-est de Tarija, dans une enclave appelée « La Angostura », où la rivière prend le nom de río Tarija.

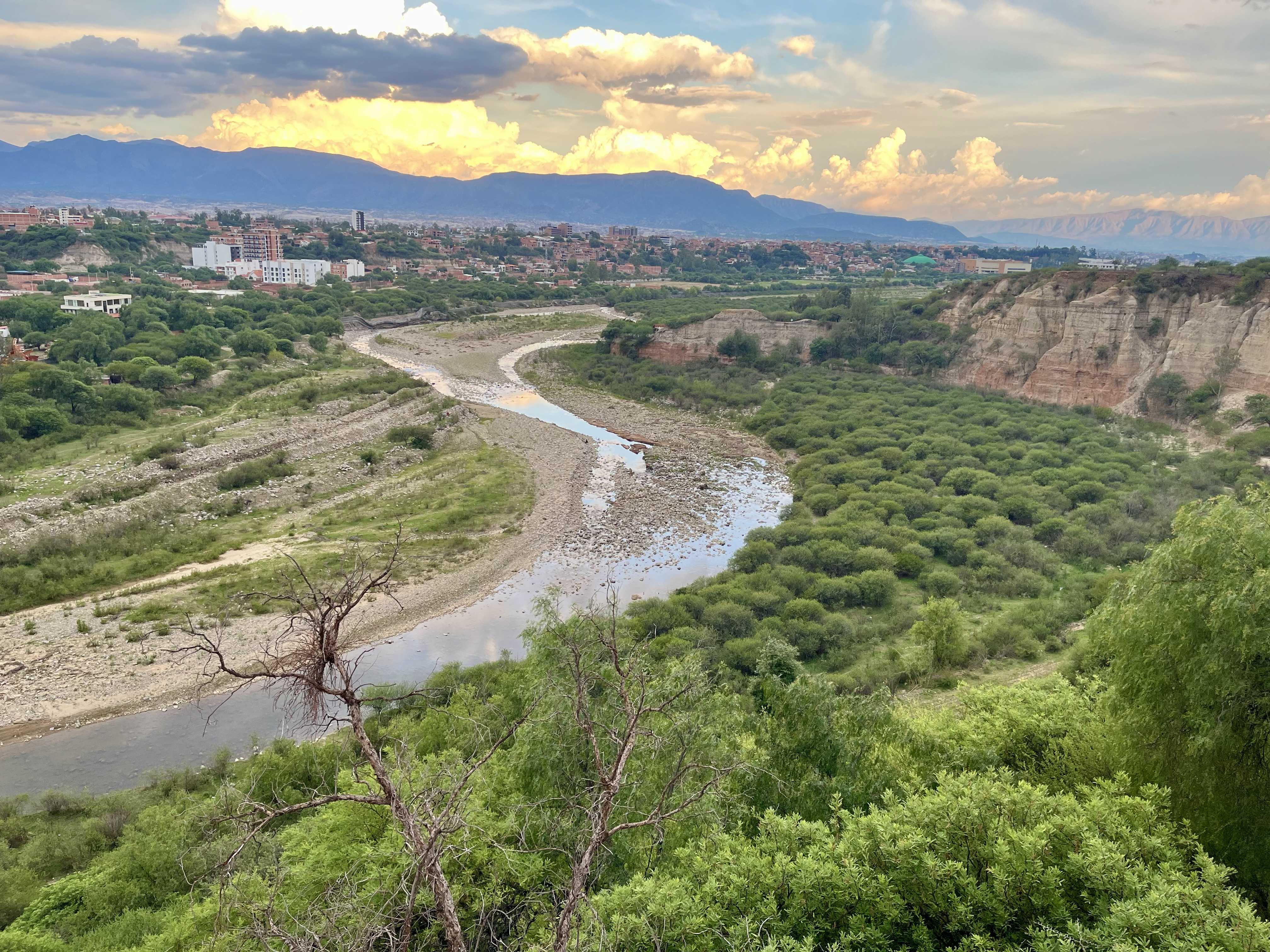
Le Nuevo Guadalquivir, vu depuis le secteur d'Aranjuez à Tarija.

Le Nuevo Guadalquivir reçoit sur la rive gauche l'apport des rivières Carachi Mayu, Sella et Yesera - Santa Ana, et sur la droite des rivières Calama, Erquis, Santa Victoria, Tolomosa et Camacho.
Après avoir dépassé La Angostura, le río Tarija continue un parcours confiné et sinueux dans une orientation principalement nord-ouest–sud-est et nord-sud jusqu'à sa confluence avec le río Itaú. À partir de là, son cours est nord-nord-est–sud-sud-ouest et devient le río Grande de Tarija. Ce cours d'eau constitue la frontière entre la Bolivie et l'Argentine. Le río Grande de Tarija finit par converger avec le río Bermejo. L'ensemble de ce complexe hydrologique est appelé sous-bassin Tarija-Bermejo. Le río Bermejo, après avoir capté les eaux du río Grande de Tarija et d'autres, finit par se jeter dans le río Paraguay, celui-ci dans le Paraná et celui-ci dans le río de la Plata, qui draine dans l'océan Atlantique les eaux de près d'un quart de la surface de l'Amérique du Sud.
Le bassin versant du Nuevo Guadalquivir est situé dans les municipalités de San Lorenzo, Tarija, Uriondo et Padcaya, couvre 9 % du territoire du département de Tarija, mais abrite 51 % de la population départementale. L'agriculture est une activité pratiquée aux abords de la rivière, notamment de raisins qui servent à la viniculture et à la fabrication de singani. 

## Écologie
Depuis la fin du XXe siècle et en aval de son passage dans la ville de Tarija, le Nuevo Guadalquivir souffre d'une pollution intense provenant principalement des eaux usées (dont beaucoup sont non conformes) et de divers déchets. L'activité agricole et urbaine aux abords de la rivière nuisent à la biodiversité et à la disponibilité de l'eau. 